# ブラック・トライアングル

ブラック・トライアングル

ブラック・トライアングルは、相互に関連性は無いながら、三つの意味合いを持つ。

## 歯科
矯正治療などにともなう審美障害の一つ。詳細は、ブラック・トライアングル (歯科) を参照。

## 公衆衛生
かつて英国では、ブラック・トライアングルは、厳しい監視下にある薬を表していた。

## 性と性的指向・性差別への抵抗
ブラック・トライアングルは、レズビアンまたはフェミニストの誇りと団結の象徴である（ただし後述のように、現代ではレズビアンの象徴としてラベンダー色が使われることが多く、黒を使うことは少なくなっている）。これはナチス・ドイツに起源がある。そこでは、異なる囚人の種類を表す強制収容所で使われた逆三角形の紋章の一つであった。ブラック・トライアングルは、浮浪者やロマ同様、レズビアンや売春婦のように「反社会的」（すなわち、ナチの家族観に対する脅威）だと考えられた女性であることを示した。レズビアン・プライドの象徴として、ゲイの象徴であったピンク・トライアングルの女性版と考えられている。ナチドイツにおける同性愛者、レインボー・フラグも参照。
今日米国では、レズビアンやフェミニストの象徴として逆三角形を使われているのを見かける。なお、現代ではレズビアンも自らの象徴として、黒ではなくラベンダー色（紫がかったピンク）を用いることが多い。ゲイの象徴であったピンク・トライアングルも、レズビアンを含んだ同性愛の象徴として用いられる。なお、1970年代、フェミニズム団体全米女性機構（NOW） の設立者や支持者は、フェミニズム運動の中のレズビアン活動を「ラベンダー色の脅威」と呼び批判した経緯がある。